# Dorrit Hallström
Dorrit E von Arronet-Hallström, född 16 mars 1941 i Danzig, är en svensk målerikonservator. Hon ingick 1969 äktenskap med professor Björn Hallström.
Hallström, som är dotter till diplomingenjör Otto von Arronet och konstnär Elisabet von Essen, avlade studentexamen 1962, genomgick sekreterarskola 1964 och  konservatorsutbildning på Kungliga Konsthögskolan 1967–1969. Hon genomförde museipraktik i Sverige och utomlands samt var målerikonservator vid institutionen för materialkunskap på Kungliga Konsthögskolan. Hon har innehaft uppdrag för bland annat Skoklosters slott, Nordiska museet och Livrustkammaren samt bedrivit teknisk utredningsverksamhet och medverkat i ett flertal skrifter om måleri och materialkunskap.